# 樂富公園

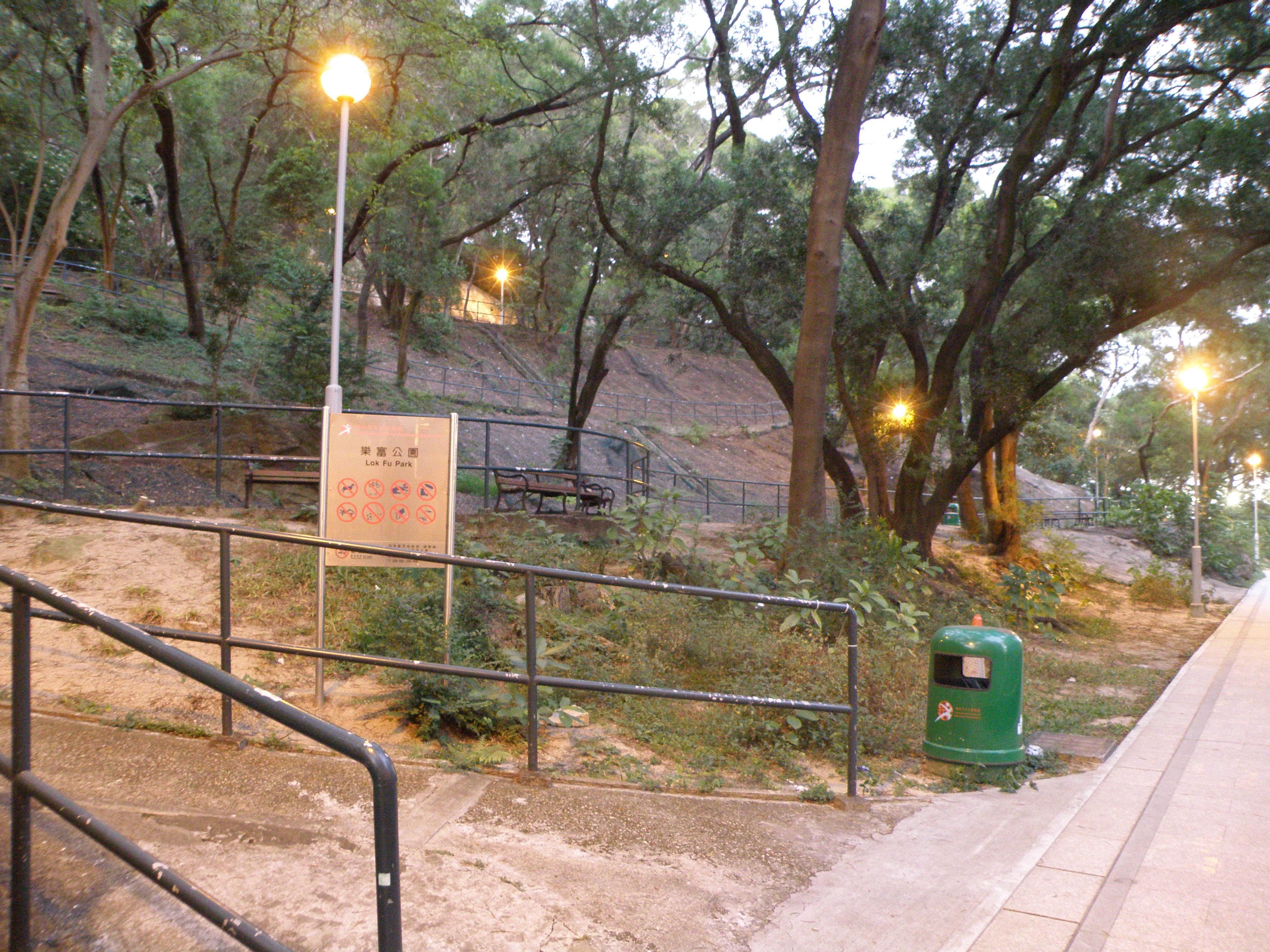
樂富公園入口

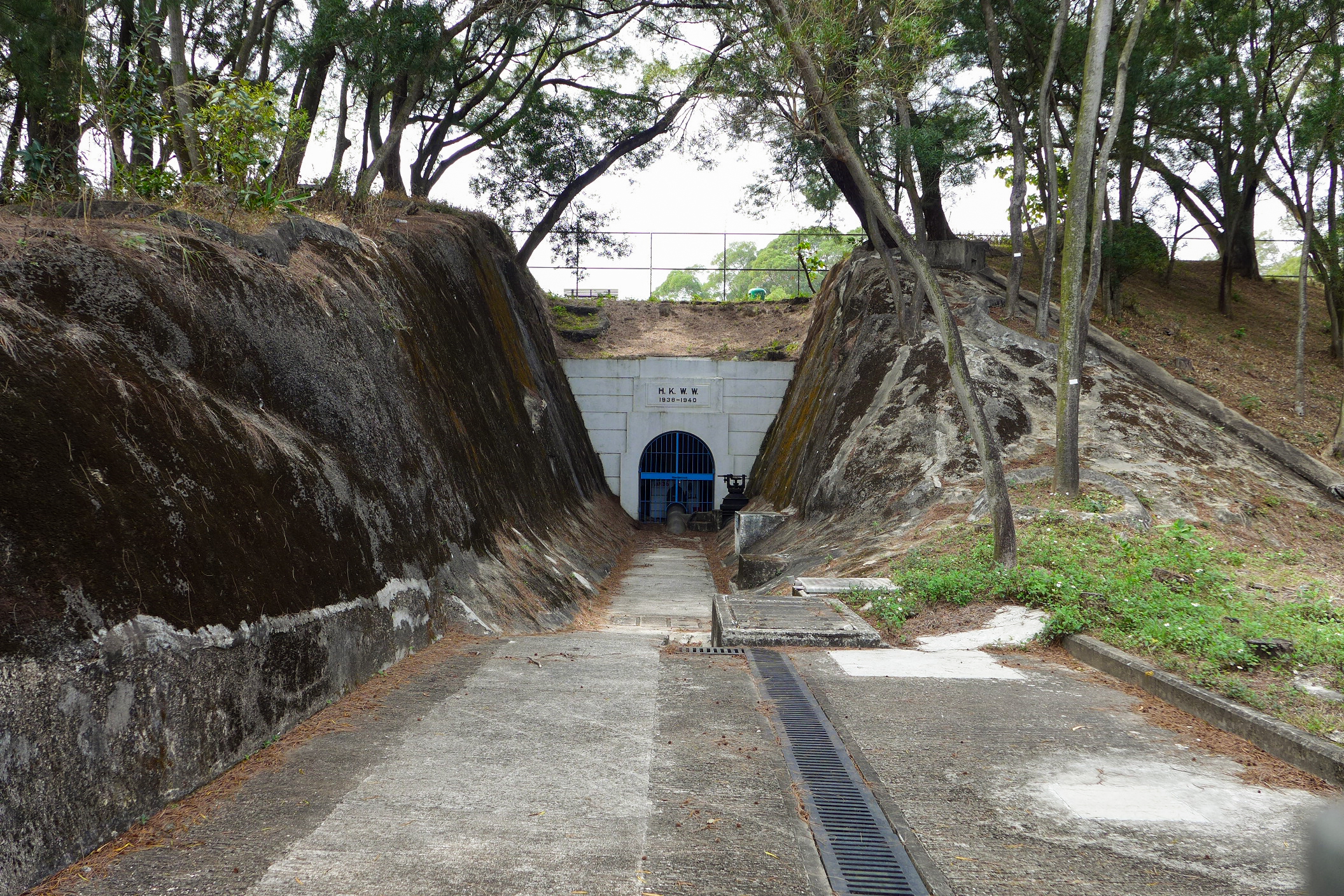
樂富配水庫

樂富公園（英語：Lok Fu Park），位於香港九龍樂富富安街，但區議會分區在九龍城區，於1970年落成。公園坐落山坡之上，建有小路供遊人散步之用，山頂之處連接樂富配水庫休憩花園。公園內的山坡上，有塊小墓碑，寫著民國六年立的「侯王宮各古墓遷葬義...」，據說是安置從昔日九龍城侯王廟後山搬遷而來的古墓。
格仔山即位於樂富公園內。

## 毗鄰
- 聯合道
- 樂富邨
- 樂富遊樂場
- 九龍仔公園
- 聯合道公園

## 軼事
- 2012年7月，樂富公園山坡有一男子養了超過四十萬隻蜜蜂，事件引來傳媒關注。[1]
- 2012年10月，一名男子疑受失業與夫妻感情破裂問題困擾，在樂富公園一大樹自縊而死。[2]